# Rhacophorus marmoridorsum
Rhacophorus marmoridorsum é uma espécie de anfíbio anuro da família Rhacophoridae. Está presente no Vietname. A UICN classificou-a como vulnerável.